# Anathallis jesupiorum
Anathallis jesupiorum är en orkidéart som först beskrevs av Carlyle August Luer och Alexander Charles Hirtz, och fick sitt nu gällande namn av Alec M. Pridgeon och Mark W. Chase. Anathallis jesupiorum ingår i släktet Anathallis och familjen orkidéer. Inga underarter finns listade i Catalogue of Life.